# Bang! World Tour
Il Bang! World Tour è l'undicesimo tour dell'hard rock band dei Gotthard in supporto all'album omonimo che è iniziato l'8 aprile 2014 a Zoetermeer ed è terminato il 28 maggio 2016 a Monaco di Baviera.

## Storia
La tournée è cominciata con 2 warm-up shows: il primo a Zoetermeer, il secondo invece a Vosselaar in Belgio per recuperare il concerto che la band non poté tenere due anni prima a causa dell'influenza che aveva colpito il cantante Nic Maeder.
L'11 aprile 2014 si è tenuto presso il Volkshaus di Zurigo il release party dell'album Bang!.
La data e il luogo in cui si svolgerà il Knock Out Festival sono state modificate perché la sala concertistica Europahalle è chiusa per motivi di sicurezza, in quanto vi sono carenze a livello di sicurezza antincendio. Il festival avrà quindi luogo il 20 dicembre presso la Schwarzwaldhalle.
È stato annunciato il 22 agosto 2014 ed in effetti è avvenuto che la band è partita a dicembre per la leg latino-americana del tour, in compagnia del gruppo svedese di heavy metal HammerFall e dei rocker tedeschi Edguy. è stata la prima volta che i Gotthard hanno suonato in Paraguay, a Porto Alegre e a Belo Horizonte.
In occasione del proprio re-branding, Radio Swiss Pop ha deciso di organizzare nel mese di settembre 2014 una serie di showcase in varie città svizzere che hanno coinvolto diversi musicisti elvetici. Il 20 settembre a Zurigo si sono esibiti i Gotthard che hanno realizzato un concerto acustico.
Il 15 ottobre 2014 ha avuto inizio, a Roma, la seconda leg europea del tour che si è conclusa il 29 novembre 2014 a Neuchâtel.
Il concerto del 26 novembre 2014 che si sarebbe dovuto tenere a Winterthur, presso la Eishalle è stato cancellato a causa di non meglio precisati problem tecnici. Al suo posto vi è stata un'esibizione il 19 dicembre a Frauenfeld alla Festhalle Rüegerholz.
Durante i mesi estivi del 2015 il è tour proseguito per vari festival, in quella che è stata la terza leg europea della tournée.
Il 23 settembre 2015 i Gotthard hanno partecipato, insieme ad altri tre artisti svizzeri: Göla, Seven e alla band Pegasus, ad un concerto benefico organizzato dal presidente dell'associazione Smiling Gecko, Hannes Schmid, che si occupa di raccogliere soldi per i bambini cambogiani bisognosi d'aiuto. Questa manifestazione, che ha avuto luogo al Hallenstadion di Zurigo, ha permesso di raccogliere più di 507'000 franchi in favore di questa associazione.
Sono stati special-guest nelle date in Slovacchia e Repubblica Ceca del gruppo metal Helloween, in sostituzione dei Rage.
Dal 22 al 26 febbraio 2016 la band ha partecipato alla Monsters of Rock Cruise East che è partita a Miami, ha compiuto un giro nell'Oceano Atlantico per poi ritornare al punto di partenza. Di questa crociera hanno fatto parte anche parte grandi nomi del rock e del metal come Helloween, Steve Vai, Jeff Scott Soto, Vixen, Doro, Metal Church, Lynch Mob e Queensrÿche.
Il tour si è concluso il 28 maggio 2016 al Rockavaria festival di Monaco di Baviera.

## Gruppi di supporto
- Hardcore Superstar - (Germania, Austria e Madrid)[12][13]

- PlanetHard - (Italia)[14]

- Lords of Black - (Bilbao e Barcellona)[13]

- Baschi - (Svizzera)[15]

## Date[16][17]
| Data              | Città               | Paese       | Luogo o evento                |
| ----------------- | ------------------- | ----------- | ----------------------------- |
| Warm-up shows     |                     |             |                               |
| 8 aprile 2014     | Zoetermeer          | Paesi Bassi | De Boerderij                  |
| 9 aprile 2014     | Vosselaar           | Belgio      | Biebob                        |
| Europa            |                     |             |                               |
| 11 aprile 2014    | Zurigo              | Svizzera    | Volkshaus *                   |
| 23 maggio 2014    | Steinach am Brenner | Austria     | Under the Bridge Festival     |
| 13 giugno 2014    | Murten              | Svizzera    | Stars of Sound                |
| 21 giugno 2014    | Hinwil              | Svizzera    | Rock the Ring                 |
| 29 giugno 2014    | Kavarna             | Bulgaria    | Kavarna Rock Festival         |
| 11 luglio 2014    | Sierre              | Svizzera    | Sierre Blues Festival         |
| 19 luglio 2014    | Stoccolma           | Svezia      | Väsby Rock Festival           |
| 29 agosto 2014    | Arbon               | Svizzera    | SummerDays Festival           |
| 26 settembre 2014 | Schupfart           | Svizzera    | Schupfart Festival            |
| Asia              |                     |             |                               |
| 29 settembre 2014 | Osaka               | Giappone    | Umeda Club Quattro            |
| 30 settembre 2014 | Nagoya              | Giappone    | Club Quattro                  |
| 2 ottobre 2014    | Tokyo               | Giappone    | Tsutaya O-East                |
| Europa            |                     |             |                               |
| 15 ottobre 2014   | Roma                | Italia      | Orion                         |
| 16 ottobre 2014   | Milano              | Italia      | Alcatraz                      |
| 17 ottobre 2014   | Marsiglia           | Francia     | Le Moulin                     |
| 20 ottobre 2014   | Lilla               | Francia     | Le Splendid                   |
| 21 ottobre 2014   | Parigi              | Francia     | Le Trabendo                   |
| 22 ottobre 2014   | Lione               | Francia     | Ninkasi Kao                   |
| 24 ottobre 2014   | Bilbao              | Spagna      | Santana 27                    |
| 25 ottobre 2014   | Madrid              | Spagna      | La Riviera                    |
| 26 ottobre 2014   | Barcellona          | Spagna      | Bikini                        |
| 30 ottobre 2014   | Ratisbona           | Germania    | Airport Obertraubling         |
| 31 ottobre 2014   | Ulma                | Germania    | Ratiopharm Arena              |
| 1º novembre 2014  | Balingen            | Germania    | Volksbankmesse                |
| 3 novembre 2014   | Berlino             | Germania    | Huxley's Neue Welt            |
| 4 novembre 2014   | Brema               | Germania    | Aladin                        |
| 5 novembre 2014   | Amburgo             | Germania    | Markthalle                    |
| 7 novembre 2014   | Colonia             | Germania    | Essigfabrik                   |
| 8 novembre 2014   | Oberhausen          | Germania    | Turbinenhalle                 |
| 9 novembre 2014   | Langen              | Germania    | Neue Stadthalle               |
| 11 novembre 2014  | Norimberga          | Germania    | Rockfabrik                    |
| 12 novembre 2014  | Würzburg            | Germania    | Posthalle                     |
| 14 novembre 2014  | Vienna              | Austria     | Gasometer                     |
| 15 novembre 2014  | Kaufbeuren          | Germania    | Allkart Halle                 |
| 16 novembre 2014  | Wörgl               | Austria     | Gemeindesaal Kundl            |
| 20 novembre 2014  | Monaco di Baviera   | Germania    | Tonhalle                      |
| 21 novembre 2014  | Coira               | Svizzera    | Stadthalle                    |
| 22 novembre 2014  | Langenthal          | Svizzera    | Westhalle                     |
| 28 novembre 2014  | Baar                | Svizzera    | Waldmannhalle                 |
| 29 novembre 2014  | Neuchâtel           | Svizzera    | Patinoire du Littoral         |
| America Latina    |                     |             |                               |
| 2 dicembre 2014   | Buenos Aires        | Argentina   | Teatro Flores                 |
| 4 dicembre 2014   | Asunción            | Paraguay    | Ex-Palacio de los Deportes    |
| 6 dicembre 2014   | Porto Alegre        | Brasile     | Opinião                       |
| 7 dicembre 2014   | San Paolo           | Brasile     | Audio SP                      |
| 8 dicembre 2014   | Belo Horizonte      | Brasile     | Music Hall                    |
| 10 dicembre 2014  | Santiago del Cile   | Cile        | Teatro Caupolican             |
| 13 dicembre 2014  | Città del Messico   | Messico     | Circo Volador                 |
| Europa            |                     |             |                               |
| 19 dicembre 2014  | Winterthur          | Svizzera    | Eishalle                      |
| 20 dicembre 2014  | Karlsruhe           | Germania    | Knock Out Festival            |
| 19 giugno 2015    | Naz-Sciaves         | Italia      | Alpen Flair                   |
| 11 luglio 2015    | Vizovice            | Rep. Ceca   | Masters of Rock               |
| 18 luglio 2015    | Sion                | Svizzera    | Plaine de Tourbillon          |
| 25 luglio 2015    | Winterbach          | Germania    | Zeltspektakel                 |
| 1º agosto 2015    | Tenero-Contra       | Svizzera    | Tenero Music Nights           |
| 4 agosto 2015     | Zofingen            | Svizzera    | Heitere Open Air              |
| 5 agosto 2015     | Sciaffusa           | Svizzera    | Stars in Town                 |
| 7 agosto 2015     | Loreley             | Germania    | RockFels                      |
| 8 agosto 2015     | Snina               | Slovacchia  | Rock Pod Kamenom              |
| 11 settembre 2015 | Olen                | Belgio      | Olenfest                      |
| 12 settembre 2015 | Raismes             | Francia     | Raismes Fest                  |
| 23 settembre 2015 | Zurigo              | Svizzera    | Hallenstadion (Smiling Gecko) |
| 23 ottobre 2015   | Londra              | Regno Unito | O2 Islington                  |
| 24 ottobre 2015   | Nottingham          | Regno Unito | Rockingham (Rock City)        |
| 5 dicembre 2015   | St. Moritz          | Svizzera    | St. Moritz City Race          |
| 18 febbraio 2016  | Košice              | Slovacchia  | Cassosport Hall               |
| 19 febbraio 2016  | Zlín                | Rep. Ceca   | Hala Euronics                 |
| 20 febbraio 2016  | Praga               | Rep. Ceca   | Forum Karlin                  |
| America del Nord  |                     |             |                               |
| 22 febbraio 2016  | Miami               | Stati Uniti | Monsters of Rock Cruise East  |
| 23 febbraio 2016  | Miami               | Stati Uniti | Monsters of Rock Cruise East  |
| 24 febbraio 2016  | Miami               | Stati Uniti | Monsters of Rock Cruise East  |
| 25 febbraio 2016  | Miami               | Stati Uniti | Monsters of Rock Cruise East  |
| 26 febbraio 2016  | Miami               | Stati Uniti | Monsters of Rock Cruise East  |
| Europa            |                     |             |                               |
| 13 marzo 2016     | Champéry            | Svizzera    | Rock the Pistes Festival      |
| 28 maggio 2016    | Monaco di Baviera   | Germania    | Rockavaria Festival           |

### Concerti annullati
| Data              | Città       | Paese    | Luogo o evento         | Motivo                                                          |
| ----------------- | ----------- | -------- | ---------------------- | --------------------------------------------------------------- |
| 26 novembre 2014  | Winterthur  | Svizzera | Eishalle               | Cancellato a causa di non meglio precisati problemi tecnici.    |
| 15 agosto 2015    | Eckernförde | Germania | Rock am Strand         | Cancellato dagli organizzatori per motivi non meglio precisati. |
| 26 settembre 2015 | Mosca       | Russia   | Metal Thunder Festival | Cancellato dagli organizzatori per motivi sconosciuti.          |

## Scaletta concerti
Europa e Asia
1. Let Me in Katie (intro)
2. Bang!
3. Get Up and Move On
4. Sister Moon
5. Right On
6. Remember It's Me
7. Sister Moon
8. Master of Illusion
9. Feel What I Feel
10. The Call
11. Heaven
12. Remember It's Me
13. What You Get
14. Starlight
15. The Train
16. C'est la Vie
17. One Life, One Soul
18. Drum solo
19. Mountain Mama
20. Hush
21. Lift U Up

Encore 1:
1. Thank You
2. Anytime Anywhere

Encore 2:
1. The Mighty Quinn

America Latina e Nord America
1. Let Me in Katie (intro)
2. Bang!
3. Get Up and Move On
4. Sister Moon
5. Right On
6. Master of Illusion
7. Feel What I Feel
8. The Call
9. Remember It's Me
10. What You Get
11. Starlight
12. Hush
13. Lift U Up
14. Anytime Anywhere
15. The Mighty Quinn